# Stefania Perzanowska
Stefania Perzanowska vel. Szwarcbart de domo Juraszek, ps. Żywna (ur. 26 sierpnia 1896 w Warszawie, zm. 16 sierpnia 1974 tamże) – polska lekarka, internistka, pediatra, działaczka społeczna. Sanitariuszka Armii Krajowej, więźniarka obozu koncentracyjnego na Majdanku. Założycielka szpitala obozowego.

## Życiorys
Absolwentka Szkoły Komercyjnej Żeńskiej im. Anieli Wareckiej oraz Wydziału Lekarskiego Uniwersytetu Warszawskiego. Wolontariuszka w Instytucie Higieny Dziecięcej, Szpitalu Wolskim oraz Szpitalu Ujazdowskim w Warszawie. Członkini Związku Walki Zbrojnej, Polskiej Organizacji Wojskowej i Ochotniczej Legii Kobiet. Służyła w 2. Dywizji Piechoty Legionów. Uczestniczka walk o Warszawę w 1939 roku, brała także udział w bitwach o Łuków i Lwów. Dowódca Sanitarnego Batalionu Kobiecego, pełniła obowiązki lekarza batalionu i dowództwa taborów w randze podporucznika. W następnych latach uczestniczyła w akcjach polskiego ruchu oporu, za co pod koniec 1942 roku została aresztowana i w 1943 przetransportowana do obozu koncentracyjnego w Majdanku koło Lublina, gdzie zorganizowała szpital dla kobiet (tzw. rewir). 
Autorka książki zatytułowanej "Gdy myśli do Majdanka wracają".
Zmarła 16 sierpnia 1974 roku w Warszawie. Została pochowana na cmentarzu Powązkowskim w grobie rodzinnym Juraszków (kwatera 243, rząd 6, grób 7–8).

## Upamiętnienie
Nazwisko Stefanii Perzanowskiej zostało uwiecznione na tablicy zasłużonych Polaków umieszczonej przy bramie św. Honoraty – głównej bramie wejściowej na cmentarz Powązkowski. Z kolei Miejska Rada Narodowa w Radomiu nadała uchwałą z dnia 29 marca 1985 roku jednej z ulic w pobliżu Szpitala Wojewódzkiego jej imię. 
W Muzeum na Majdanku znajduje się pokaźna kolekcja jej listów, notatek, dokumentów i pamiątek.   

## Odznaczenia
Odznaczona m.in.:
- Krzyżem Virtuti Militari
- Krzyżem Polskiej Organizacji Wojskowej
- Medalem za Waleczność
- Medalem Niepodległości
- Odznaką za Owocną Pracę w Dziedzinie Ubezpieczeń Społecznych
- Odznaczeniem od władz „Za postawę, dzielne przetrzymanie tortur w gestapo i nie wydanie tajemnic pracy podziemnej”
- Krzyżem Walecznych
- Złotym Krzyżem Zasługi z Mieczami
- Krzyżem Oficerskim Orderu Odrodzenia Polski – Polonia Restituta
- Złotym Krzyżem Zasługi
- Medalem Zwycięstwa i Wolności 1945
- Odznaką za Wzorową Pracę w Służbie Zdrowia I i II stopnia
- Odznaką Honorową Polskiego Czerwonego Krzyża